# Shanghai Oriental Art Center
Das Shanghai Oriental Art Center (chinesisch 上海東方藝術中心) ist eine Kultureinrichtung in Pudong, einem Stadtbezirk der Großstadt Shanghai in der Volksrepublik China. Das im Jahr 2005 eröffnete Gebäude hat der französische Architekt Paul Andreu entworfen.

## Geschichte
Erste Ideen für ein Kulturzentrum in Shanghai entstanden bereits im Jahr 1999. Am 18. Dezember 2000 wurde der Entwurfsplan für ein Shanghai Oriental Art Center vom französischen Architekten Paul Andreu und dem East China Architectural Design Research Institute aufgestellt. Im März 2002 begannen die Bauarbeiten. Die offizielle Eröffnung erfolgte am 1. Juli 2005. Eine grundlegende Restaurierung des Art Centers fand 2018 statt.

## Architektur

### Überblick
Die Form des Shanghai Oriental Art Centers wurde der fünfblättrigen Blütenform der zu den Orchideen zählenden Pflanzengattung Phalaenopsis nachempfunden. Das Bauwerk umfasst eine Grundfläche von 23.161 Quadratmetern sowie eine Gesamtgebäudefläche von 39.964 Quadratmetern. Die Länge beträgt etwa 160 Meter, die Breite etwa 120 Meter. Die Fassaden sind mit laminierten Glasclips gestaltet, die perforierte Metalleinlagen in einem Rahmen aus Stahlbeton enthalten. Der Bodenbelag besteht in erster Linie aus dunklem Granit. Die Außenbeleuchtung kann die Farbe während der Nacht verändern, um das Geschehen im Inneren widerzuspiegeln.
Das Shanghai Oriental Art Center ist in fünf Gebäudeteile gegliedert, namentlich eine Eingangshaupthalle, ein Opernhaus, einen Konzertsaal, ein Schauspielhaus und eine Ausstellungshalle.

### Eingangshaupthalle
Der großzügig gestaltete Eingangsbereich dient dem Empfang der Besucher und leitet sie zu den verschiedenen Veranstaltungsstätten weiter.

### Opernhaus
Der Zuschauerraum des Opernhauses kann insgesamt 1015 Personen aufnehmen. Der Saal ist in zwei Stockwerke unterteilt. Das Parkett bietet Platz für 799 Personen, im Rang können 216 Zuschauer untergebracht werden. Der Orchestergraben hat eine Fläche von 120 Quadratmetern und kann bis zu 100 Musiker aufnehmen. Die Bühne ist mit einer Drehbühne versehen, die mittels Computersteuerung bewegt werden kann. Dargeboten werden  Opernaufführungen, Ballette, Tanzveranstaltungen oder Musicals.

### Konzertsaal
Der Konzertsaal verfügt über 1953 Sitzplätze. Hier können Konzerte mit großen Symphonieorchestern, Chorwerke sowie verschiedene Solokonzerte oder Liederabende stattfinden. Einen Höhepunkt im Eröffnungsjahr 2005 stellte ein Konzert der Berliner Philharmoniker unter Leitung von Simon Rattle dar. Bei Solistenkonzerten kann das Publikum mit Hilfe platzgebundener Monitore die Haltung des Solisten beim Musizieren auf Bildschirmen beobachten.

### Schauspielhaus
Das Schauspielhaus bietet Platzb für 333 Besucher. Es hat die Form eines römischen 360-Grad-Amphitheaters, sodass sich die Bühne im Zentrum befindet. Diese Konstruktion stellt erhöhte Anforderungen an Beleuchtung und Akustik. Dargeboten werden klassisches Theater oder traditionelle chinesische Schauspielkunst.

### Ausstellungshalle
Die Ausstellungshalle verfügt über eine Fläche von 250 Quadratmetern, auf der Wechselausstellungen zu aktuellen Themen von Zeit stattfinden.

### Weitere Einrichtungen
Das Kulturzentrum bietet weitere Einrichtungen, die den verschiedenen Bühnen zugeordnet sind, beispielsweise Schminkzimmer, Proberäume für Künstler und Lehrräume für Musikunterricht. Außerdem gibt es einen Tanzprobenraum, einen Chorprobenraum sowie eine Symphonieorchester-Probenhalle. Sechzehn Umkleidekabinen, in denen sich bis zu 180 Personen gleichzeitig aufhalten können, vervollständigen die Nutzräume. Weiterhin gibt es Aufnahmestudios, VIP-Räume sowie ein französisches Restaurant und ein Café.

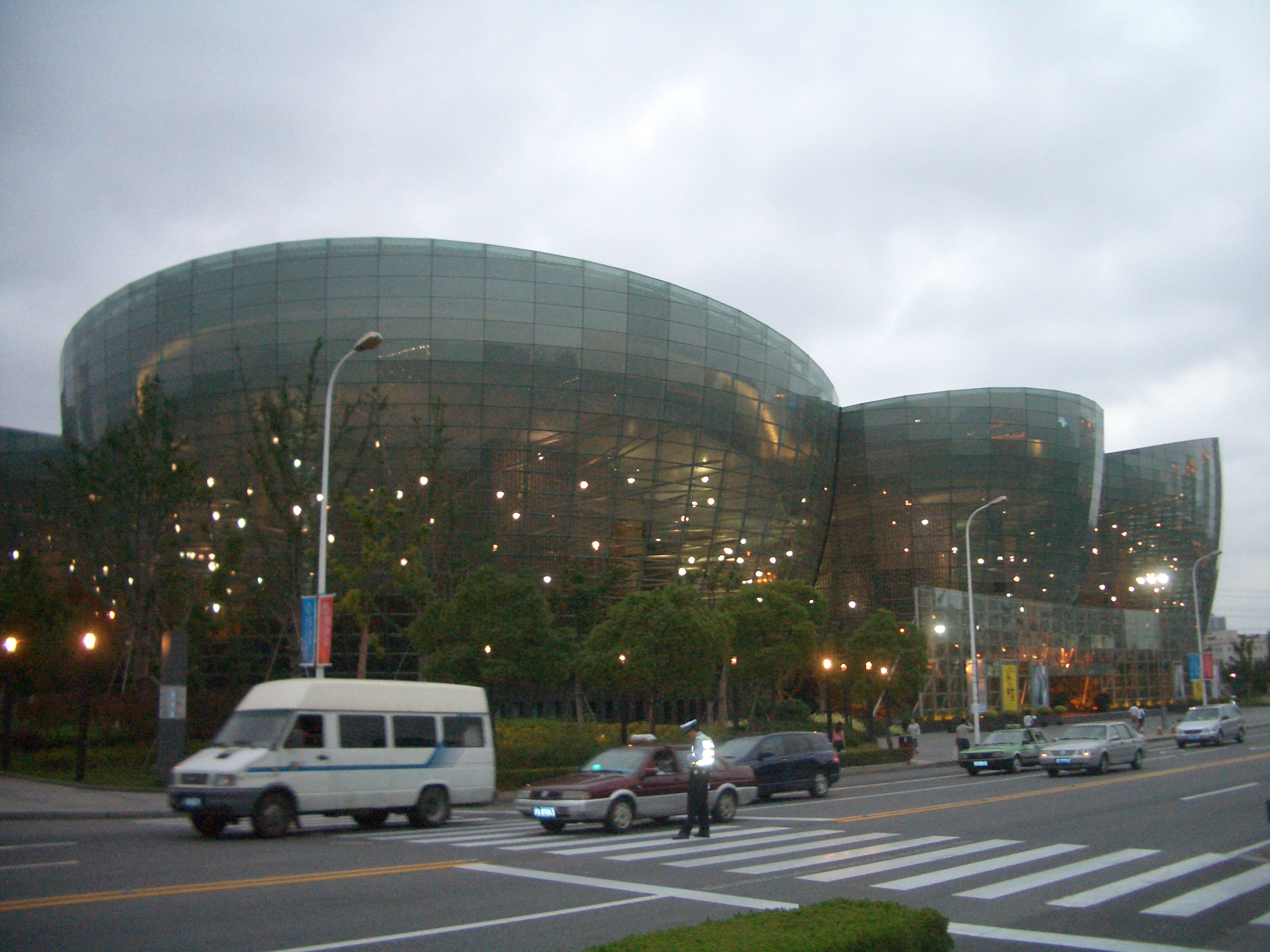
Shanghai Oriental Art Center
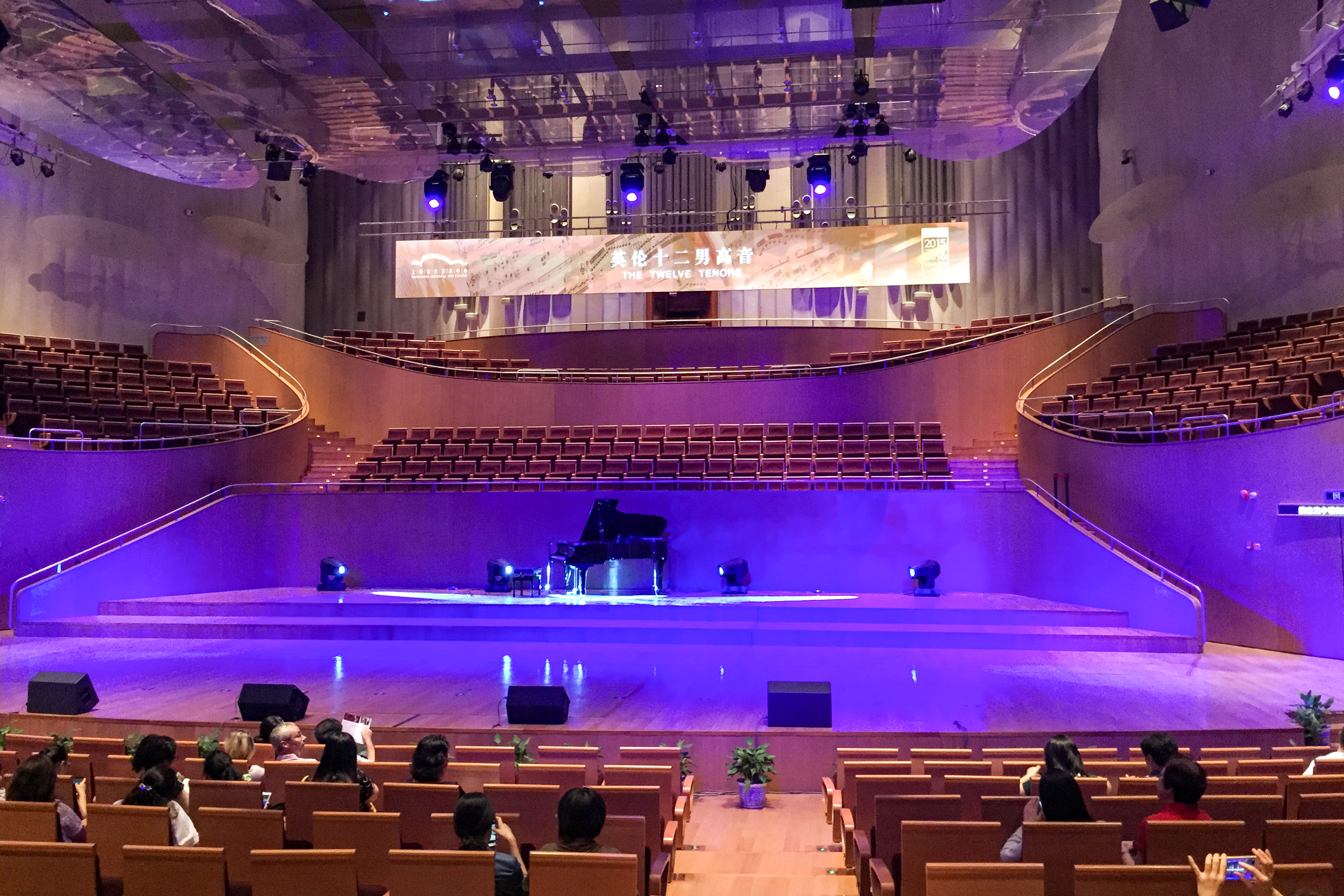
Blick in den Konzertsaal
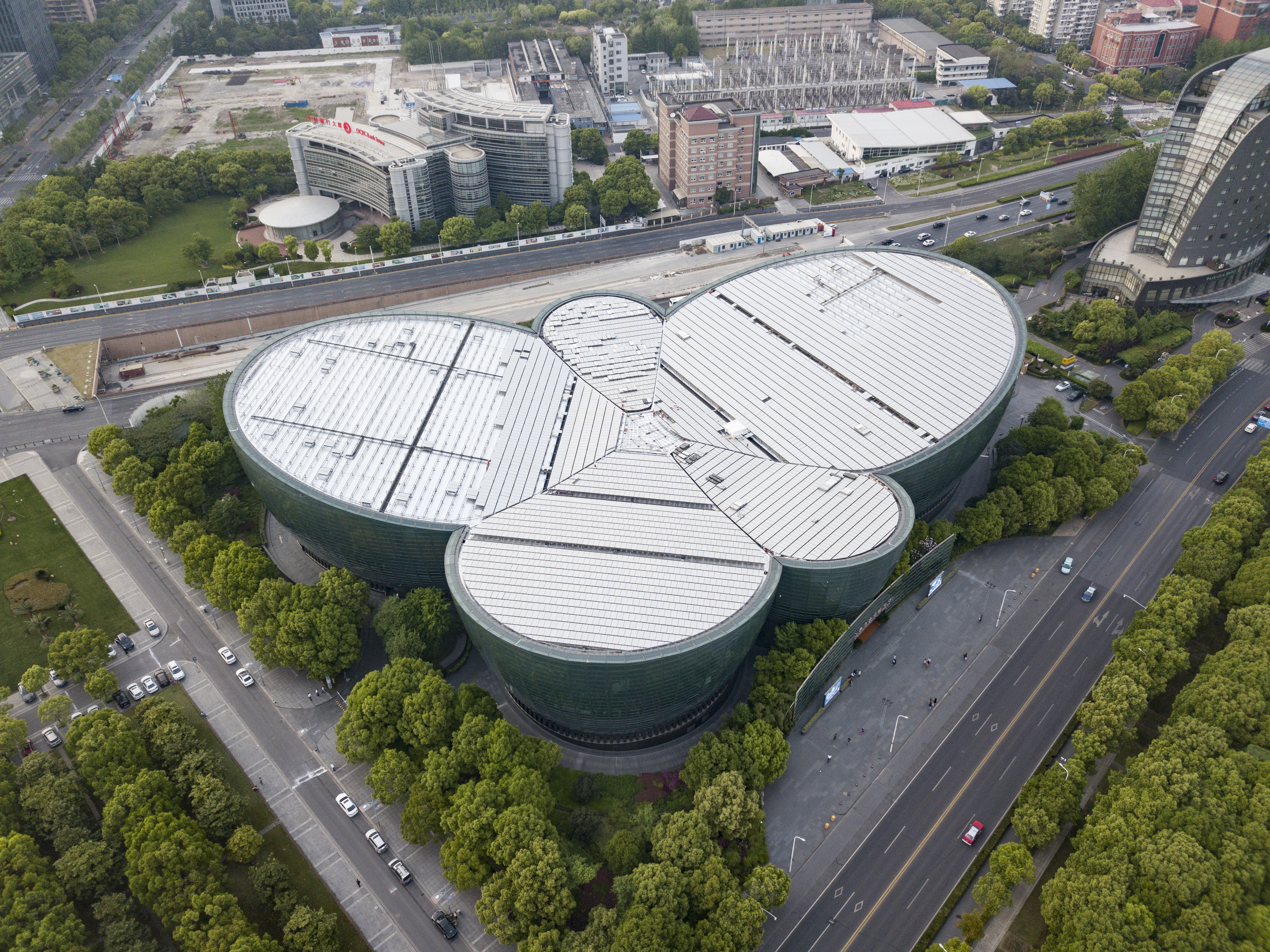
Draufsicht
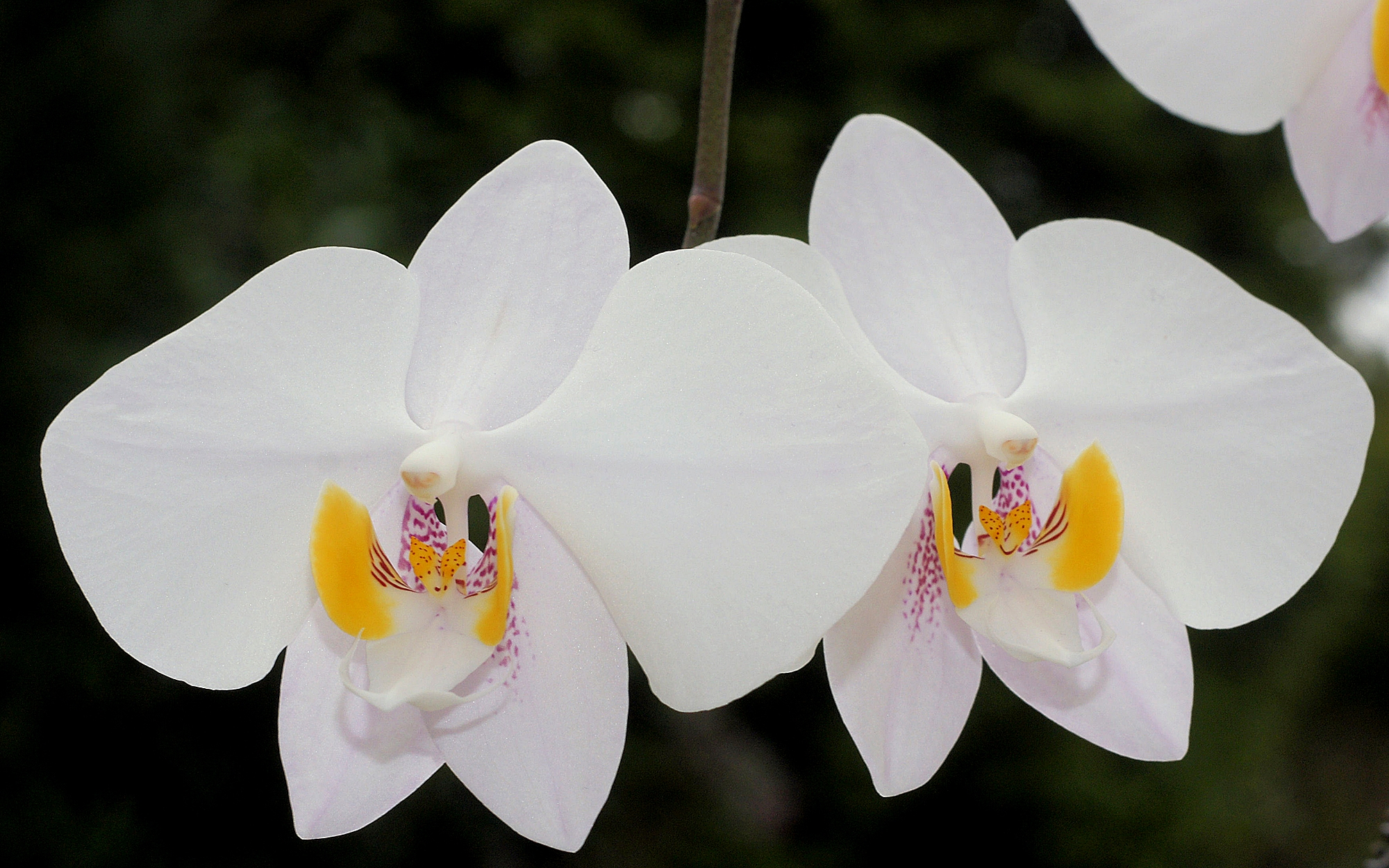
Phalaenopsis-Blüte, als Vorbild der Gebäudeanordnung